# 2-methylheptaan
2-methylheptaan is een organische verbinding met als brutoformule C8H18. De stof komt voor als een heldere kleurloze vloeistof, die onoplosbaar is in water.

## Toxicologie en veiligheid
Bij verhitting van 2-methylheptaan worden giftige dampen gevormd. De stof reageert met oxiderende stoffen, waardoor kans op brand of ontploffing ontstaat.
De stof is irriterend voor de ogen, de huid en de luchtwegen.